# Kaple Nejsvětější Trojice (Plzeň)
Kaple Nejsvětější Trojice je součástí kostela Nanebevzetí Panny Marie, nacházejícího se v areálu bývalého františkánského kláštera v Plzni.

## Popis
Kaple byla v roce 1611, na popud Jana Skribonia z Horšova, který zde má i náhrobek, přistavěna k severní stěně gotického presbyteria kostela Nanebevzetí Panny Marie, jehož tři okna byla touto přístavbou zazděna. Kaple je orientována shodně jako kostel. Tvořena je půlkruhovým kněžištěm s oknem v čele a dvěma půlkruhovými výklenky po stranách a dále obdélnou lodí se dvěma okny v severní stěně. Vstup do kaple je z presbyteria kostela zdobeným portálem uzavřeným mříží. Dne 13. prosince 1717 požádal Ignác Wisinger o možnost vymalovat oltář pro tuto kapli, což mu bylo městskou radou umožněno. Po druhé světové válce byla v kapli na oltáři umístěna Černá Panna Marie z Hájku, původně do kláštera v Hájku přivezená z italského Loreta. Po rekonstrukci se soška vrátila do Loretánské kaple tohoto bývalého františkánského kláštera.

## Fotogalerie

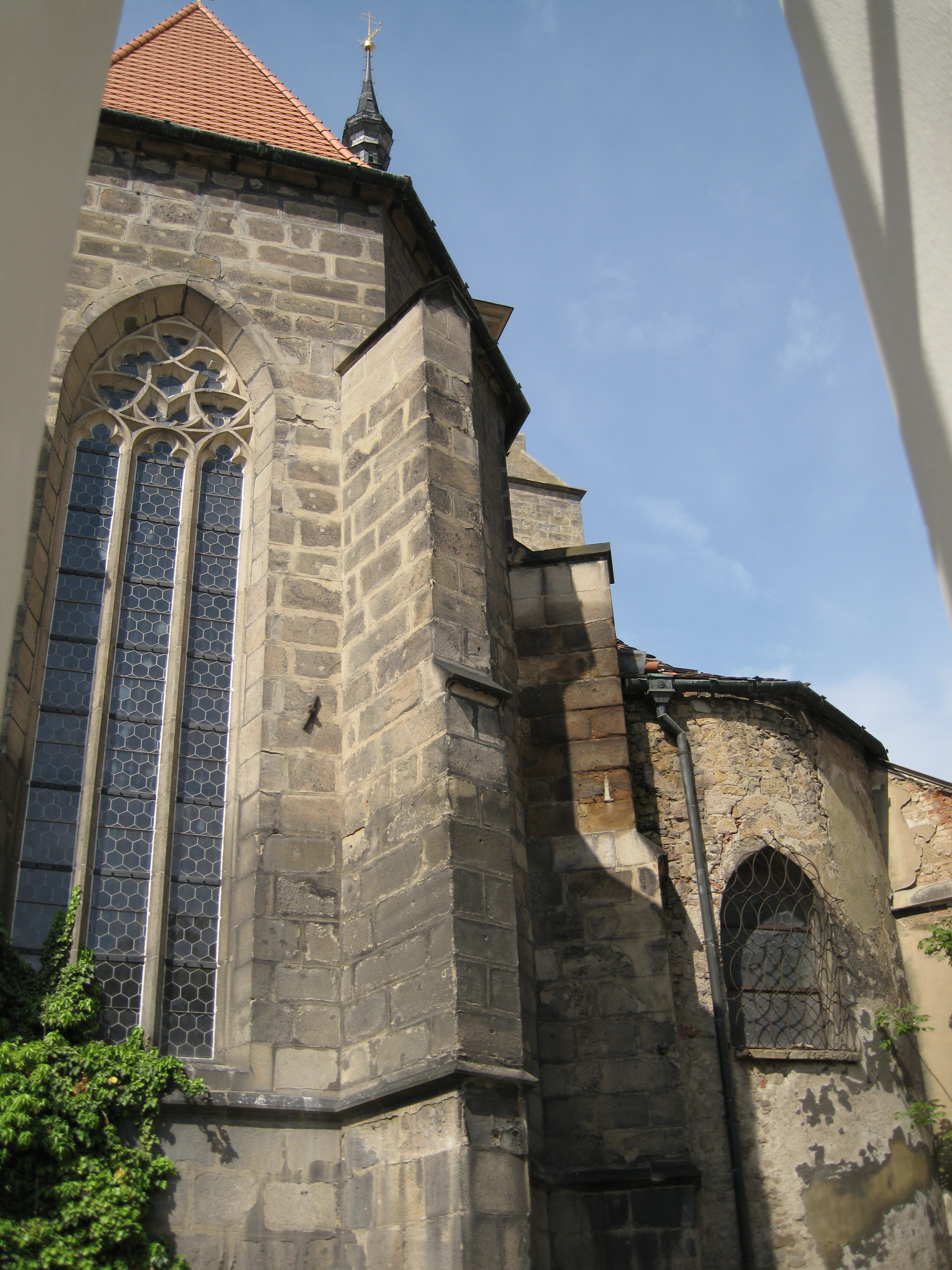
Východní pohled
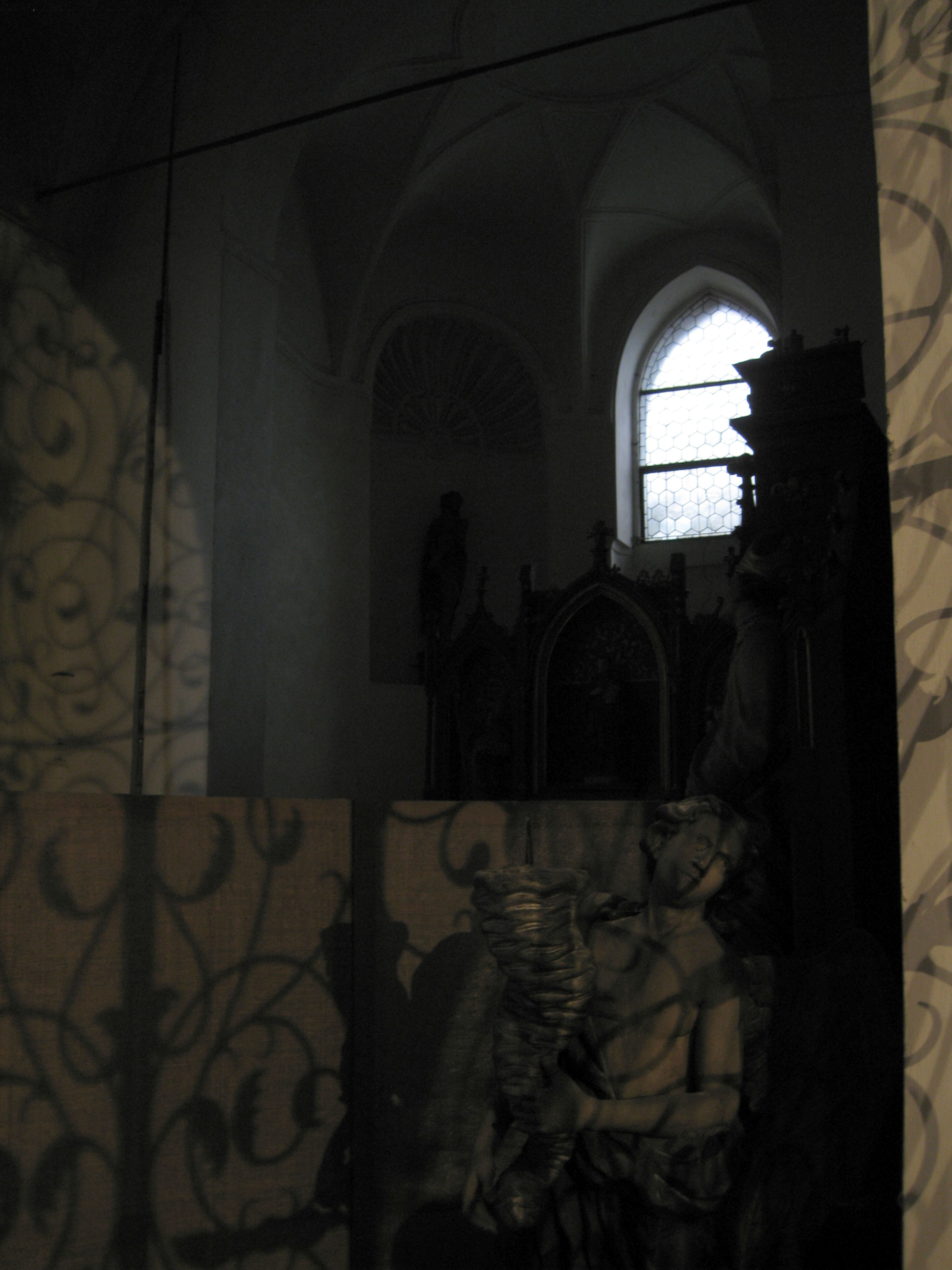
Večerní interiér kaple
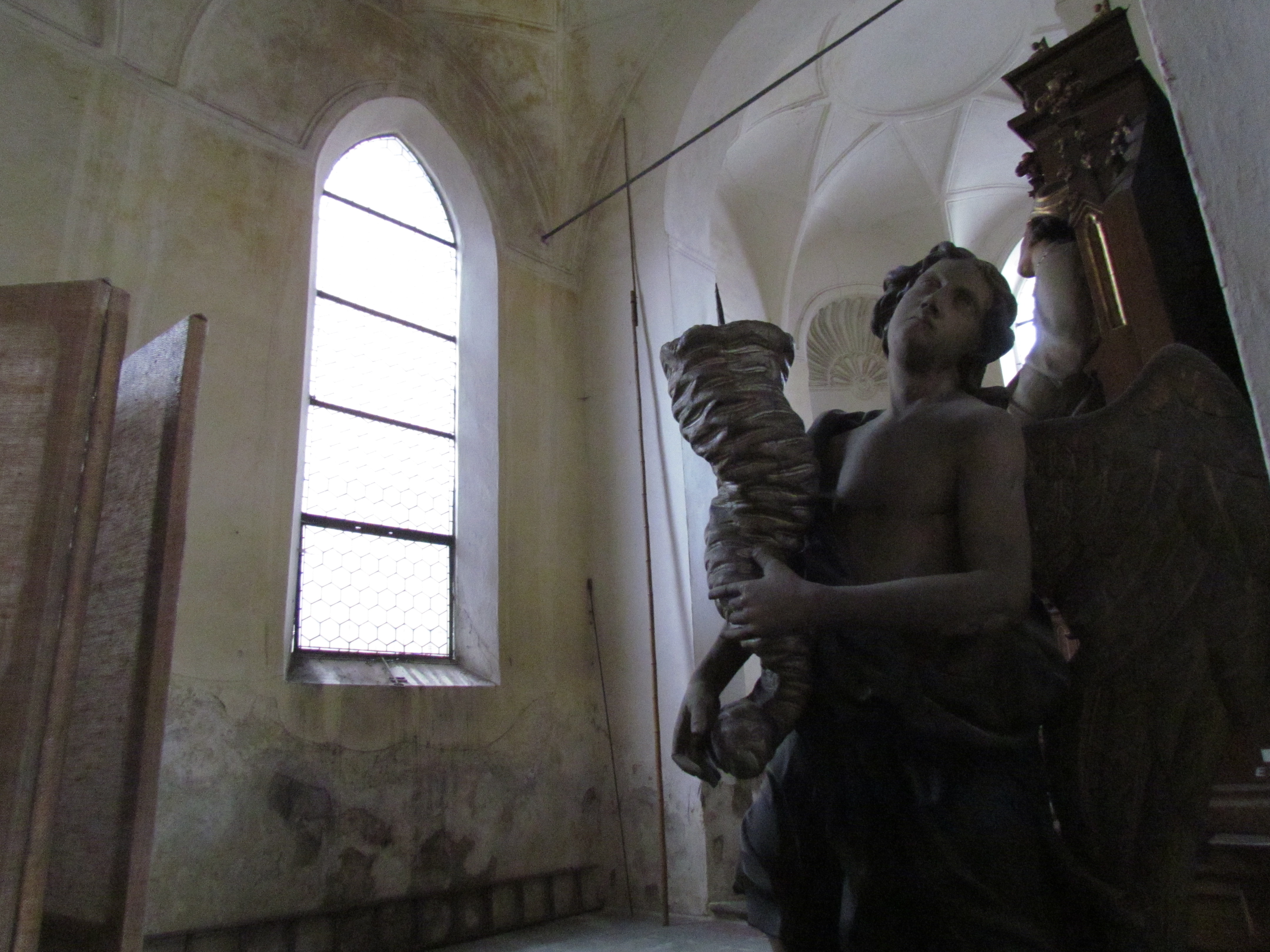
Interiér kaple